# Piz Morteratsch
Le piz Morterasch est un sommet des Alpes en Suisse, dans le canton des Grisons, en haute Engadine. Il culmine à 3 751 m d'altitude. La voie d'accès la plus simple est de passer par le refuge de Boval (2 495 m) ou par la cabane de Tschierva. Il fait partie de la chaîne de la Bernina.
Il a été gravi pour la première fois le 11 septembre 1858 par C. Brügger et Peter Gensler avec les guides Karl Emmermann et Angelo Kleingutti